# Згадай про Флеба
«Згадай про Флеба» (англ. Consider Phlebas) — науково-фантастичний роман шотландського письменника Ієна Бенкса. Вперше опублікований в 1987 році. Це перший опублікований роман Бенкса про Культуру (гедоністичне, соціалістичне, анархічне суспільство біологічних та штучних істот галактичного масштабу). Назва твору взята з поеми Томаса Еліота «Спустошена земля».

## Короткий зміст
Культура та Ідіранська імперія перебувають у галактичній війні. Один з Розумів Культури (штучний інтелект), рятуючись від знищення свого корабля в ідіранській засідці, переховується на планеті Щара. Богоподібні безтілесні істоти дра'азони охороняють Щару як пам'ятник вимерлій цивілізації, що загинула через використання ядерної зброї. Тому вони забороняють доступ туди як Культурі, так і ідіранам. Найманець Горза, врятувавшись від страти ідіранами, вірить, що охоронець Щари дозволить йому забрати з планети Розум, зважаючи на здатність Горзи змінювати форму.
Полюючи на Горзу, ідірани також захоплюють агента з особливих обставин, Перостека Бальведу. Однак на зореліт ідіранів, яким їх перевозять, незабаром нападає корабель Культури. Горза катапультується і його підбирає піратський корабель «Чиста турбуленція». Він змушений убити одного з членів екіпажу, щоб зайняти його місце. Капітан Крейклін веде корабель у два піратські рейди, під час яких гине кілька членів екіпажу. Після другого рейду Горза потрапляє в полон до секти, що живе на величезному космічному кільці Ваватч. Горза втікає після отруєння лідера секти та пробирається до головного міста Ваватчу — Еванаута, де знаходить Крейкліна, який грає у «Втрату» — карткову гру, де можна поставити власне життя.
Горза видає себе за Крейкліна, проникає на його корабель, убиває його та очолює піратів. У одному з новачків на борту Горза впізнає переодягненого Бальведу. Агенти Культури намагаються захопити корабель. Горза покидає Ваватч, спостерігаючи як військові кораблі Культури знищують кільце, щоб запобігти його потраплянню до рук ворога. Бальведа розкриває піратам особу Горзи, і він переконує екіпаж виконати його місію з пошуків Розуму. На борт проникає розумний безпілотник Ваватчу, Унаха-Клосп, його схоплюють і дрон неохоче приєднується до команди.
Пірати приземляються на Щару та шукають Розум у Командній Системі, комплексі підземних транспортних ліній, які раніше були частиною ракетно-ядерного комплексу. Незабаром виявляється, що за Розумом полює пара ідіранських солдатів, з якими стається перестрілка. В результаті двох ідіранів вдається взяти в полон. Відслідкувавши Розум, Унаха-Клосп виявляє, що той ховається у вагоні поїзда. Смертельно поранений полонений ідіранин спрямовує поїзд на таран. Інший полонений звільняється, вбиваючи піратів. Горза переслідує його й отримує смертельне поранення, але ідірана вбиває Бальведа.
Горза помирає незабаром після того, як Бальведа виводить його на поверхню, а Розум повертається до Культури на борту «Чистої турбулентності». В епілозі Розум бере ім'я Горза на честь свого рятівника.

## Дрібні факти
- «Пам'ятай про Флеба» була написана одразу після «Осиної фабрики», але автор тимчасово залишив цей проєкт і повернувся до нього згодом, дещо перепрацювавши його.
- Серед фанатів серії «Культура» точаться суперечки, з якого саме роману слід починати знайомство з циклом. «Пам'ятай про Флеба» написана раніше, але «Гравець ігор», на думку багатьох дещо легший для початкового сприйняття.
- У своєму інтерв'ю Бенкс заявив, що однією з ідей в «Пам'ятай про Флеба» було спростувати поширене в науковій фантастиці кліше, за яким, окрема особа може значно впливати на хід історії. Наприкінці книги він спеціально вводить розділи, де розповідає про подальший перебіг історії. Завдяки ним кожен самостійно може оцінити вплив подій, що відбуваються в романі, на загальний хід війни. Бенкс вважає, що насправді реально вплинути на події справді великих масштабів окремій особі майже неможливо.

## Виноски
1. ↑  Еліот Т. «Спустошена земля» — журнал «Всесвіт», 2014 рік, № 9-10. Переклав Остап Українець.